# Frederik Rantzau (1744-1822)
 Der er flere personer med dette navn, se Frederik Rantzau.
Frederik Siegfried lensgreve Rantzau (8. juni 1744 – 23. august 1822 på Frederikslund) var en dansk officer, bror til Carl Adolph, Christian og Otto Manderup Rantzau.
Han var en søn af gehejmeråd, grev Christian Rantzau (1684-1771) og blev født 8. juni 1744. I sit 14. år blev Rantzau premierløjtnant i holstenske Rytterregiment, fik 2 år senere ritmesters karakter og blev 1766, efter en kortvarig tjeneste i Hestgarden, eskadronschef i sjællandske Dragonregiment, hvor han, der 1768 blev kammerherre og året efter generaladjudant, 1770 blev oberstløjtnant og 1774 oberst og chef, 1776 Dannebrogsridder og 1787 generalmajor. Ved mobiliseringen 1788 var han kommandør for en kavaleribrigade (3 regimenter) på Sjælland. Da hans regiment blev opløst 1789, blev han chef for fynske Dragonregiment, ved hvilket han oprettede en skole for soldaterbørnene. Ved stridighedernes begyndelse med England 1801 blev Rantzau kommanderende general på Fyn, 1802 generalløjtnant. Under troppesamlingerne i Holsten 1803 og 1805 førte Rantzau en kavaleribrigade. I 1808 havde han under de spanske troppers frafald i sit generalkommando kun 9 kompagnier landeværn, der var spredt over hele øen; skønt han havde fattet mistanke til spanierne, kunne han derfor ikke optræde imod dem. 1809 fik han efter ansøgning afsked med pension og som general af kavaleriet.
Ved faderens død 1771 overtog Rantzau Krengerup på Fyn, hvis nuværende stolte hovedbygning han lod opføre, og hvis navn han 1783 fik forandret til Frederikslund (indtil 1917). 1775 købte han Brahesholm og året efter Søholm; sidstnævnte gårds bygninger lod han nedrive. Efter sin ældre broders død blev han 1814 besidder af stamhuset Rosenvold (det grevelige Rantzauske Forlods) og altså samtidig lensgreve. Han havde 1776 ægtet Sophie Magdalene baronesse Krag-Juel-Vind (4. juli 1754 – 9. februar 1833), datter af baron Jens Krag-Juel-Vind (d. 1776). Rantzau døde efter få dages sygeleje 23. august 1822 på Frederikslund (Krengerup).